# McDonnell XF-88 Voodoo
McDonnell XF-88 Voodoo byl dvoumotorový proudový dálkový eskortní stíhač, vyvíjený pro Letectvo Spojených států amerických. Přestože samotný F-88 nebyl sériově vyráběn, stal se základem pro konstrukci úspěšného stíhače McDonnell F-101 Voodoo.

## Vývoj

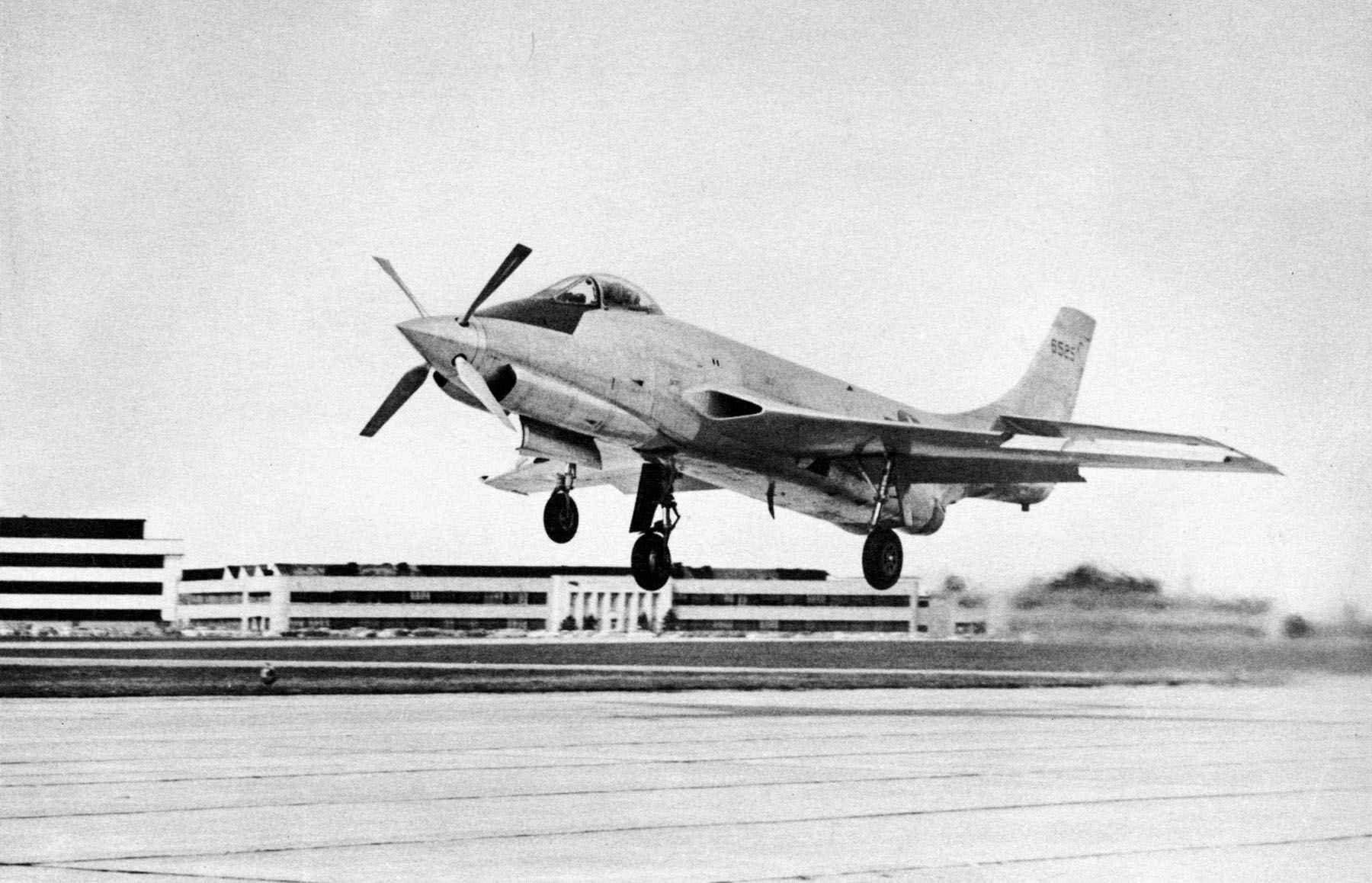
XF-88B s třetím turbovrtulovým motorem.

Impulsem pro vývoj XP-88 byl požadavek USAAF na vývoj nového dálkového eskortního stíhače z roku 1946. Letoun měl být proudovou náhradou osvědčeného typu North American P-51 Mustang. Byl požadován dolet 1450 km a vysoké výkony. Práce na letounu, označeném Model 36, začaly 1. dubna 1946. Už 20. června 1946 USAF objednalo stavbu dvou prototypů XP-88.
Voodoo byl dolnoplošník s šípovým křídlem s úhlem 35°. Dva motory byly ve spodní části trupu a vstupy vzduchu do nich byly v kořenech křídel. Trysky motorů ústily na zádi pod ocasními plochami. Prototypy měly motory XJ34, ovšem sériové kusy měly pohánět motory Westinghouse J46 o tahu 26,33 kN. Letoun nenesl radar a v jeho přídi měla být baterie šesti 20mm kanónů M39.
Prvním let prototypu XP-88 byl 28. říjen 1948. Letoun neměl ani přídavné spalování, ani výzbroj. Ukázalo se, že letoun je podmotorovaný a druhý prototyp, označený XF-88A byl vybaven přídavným spalováním. Ten vzlétl 26. dubna 1949 a i druhý prototyp byl později upraven stejně.
V soutěži o nový stíhač se XF-88 utkal s projekty Lockheed XF-90 a North American XF-93. V soutěži byl ještě před letovými testy vybrán XF-93, ale jeho sériová výroba nakonec nebyla objednána. Když v létě 1950 došlo k porovnání letounů za letu, XF-88 zvítězil, ale USAF přehodnotilo svůj postoj k projektu a dálkové stíhače již nepotřebovalo.
McDonnell pak uvažoval o palubní verzi, dvoumístné cvičné verzi, anebo o průzkumném XF-88, nic takového ale nebylo realizováno. První prototyp pak byl upraven na XF-88B. Dostal do přídě navíc turbovrtulový motor, byl testován v roce 1956. Při zkouškách jako vůbec první vrtulový letoun mírně překročil rychlost zvuku. Oba prototypy byly v roce 1958 sešrotovány.
McDonnell ve vývoji stroje této koncepce pokračoval. Jejím zvětšením vznikl McDonnell F-101 Voodoo, který vstoupil do služby 29. září 1954.

## Specifikace

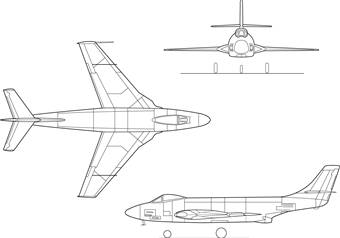
Třípohledový nákres XF-88

### Technické údaje
- Posádka: 1
- Rozpětí: 12,1 m
- Délka: 16,5 m
- Výška: 5,3 m
- Nosná plocha: 32,5 m²
- Plošné zatížení: 258 kg/m²
- Hmotnost prázdného letounu: 5508 kg
- Vzletová hmotnost: 8394 kg
- Max. vzletová hmotnost: 10 477 kg
- Pohonná jednotka: 2 × proudový motor Westinghouse J34-WE-22
  - Tah motoru: 21,4 kN

### Výkony
- Maximální rychlost: 1130 km/h
- Dostup: 12 012 m
- Stoupavost: 40 m/s
- Dolet: 2779 km

### Výzbroj
- 6 × 20mm kanón M39